# Скерічика
Скерічика (рум. Scăricica) — село у повіті Нямц в Румунії. Входить до складу комуни Александру-чел-Бун.
Село розташоване на відстані 279 км на північ від Бухареста, 8 км на захід від П'ятра-Нямца, 103 км на захід від Ясс.

## Населення
За даними перепису населення 2002 року у селі проживали 192 особи, усі — румуни. Усі жителі села рідною мовою назвали румунську.